# Sabazios
Sabazios (sau Sabadios) este numele frigian dat de greci unui zeu venerat la traci ca "Eliberatorul" de anotimpul rece.
Teonimul este probabil frigian, deoarece în Asia Mică s-au găsit primele inscripții care-l pomenesc sub forma "Saba", care s-a păstrat și în ebraicul Sabaoth. Se pare însă că grecii l-au preluat pe zeu prin intermediul tracilor, care-l venerau pe Sabazios în munți, la lumina făcliilor. Zeul a fost adoptat la sfârșitul sec. V î.C. de atenieni, cultul lui răspândindu-se apoi, în perioada Imperiului Roman, și în vestul Europei.
La traci zeul avea atributul htonic al șarpelui, fiind în același timp patronul solar al cailor. Ca zeu venerat de neamul tracilor, neam care iubea cel mai mult caii, este numit de Sofocle în tragedia sa Tereus (fragmentul 523). Sanctuarele sale din munți aveau forma unei rotonde cu acoperișul deschis, care permiteau soarelui să lumineze altarele. Noaptea, pe aceste altare ardeau făclii. Urmele zeului se pot descoperi și azi. Astfel, soarele se numește în folclorul bulgar Sabo în timpul solstițiului de vară. În România, rădăcina "Săbă" a dăinuit în unele toponime.
Grecii și romanii l-au asociat pe Sabazios în special cu Dionis-Bacchus, venerându-l în orfism și în misterele eleusine, dar uneori și cu zeul suprem sau cu soarele. Originea tracică a cultului e relevată de amândouă aceste ipostaze: fiul/soțul Zeiței Mamă (Magna Mater) este atât reînnoitorul în ciclul anotimpurilor cât și stăpânul ceresc al lumii.